# أعظم البلجيكيين (برنامج تلفزيوني)
أعظم البلجيكيين (بالفرنسية: Les plus grands Belges)‏ هو برنامج تلفزيوني عُرض سنة 2005 في قناة آر تي بي إف التلفزيونية البلجيكية الناطقة بالفرنسية، وفيه أتيح لمئات الآلاف من المشاهدين التصويت على اختيار أعظم شخصية بلجيكية باستخدام موقع البرنامج على شبكة الإنترنت أو الرسائل النصية القصيرة أو بالهاتف.
في توقيت مقارب أجرت قناة في آر تي (VRT) البلجيكية الناطقة بالهولندية استفتاء يحمل نفس الاسم (بالهولندية: De Grootste Belg) وكانت نتائجه مختلفة جذريًا عن نتائج البرنامج الشقيق في القناة الناطقة بالفرنسية، حتى أن قائمة العشرة الأوائل لم تشترك إلا في ثلاثة أسماء فحسب.

## قائمة العشرة الأعظم في النسخة الناطقة بالفرنسية
1. جاك بريل (مغنٍّ)
2. الملك بودوان الأول
3. الأب داميان
4. إيدي ميركس
5. الأخت إيمانويل
6. جوزيه فان دام (مغنٍّ أوبرالي)
7. بينوا بولفورد (ممثل كوميدي ومخرج)
8. إيرجيه (رسام، مبتكر شخصية تان تان)
9. رينيه ماغريت (رسام سريالي)
10. جورج سيمنون (مبتكر شخصية المفتش ميغريه)

## قائمة العشرة الأعظم في النسخة الناطقة بالهولندية
1. الأب داميان
2. بول يانسن (مؤسس شركة يانسن للدواء)
3. إيدي ميركس
4. أمبيوركس
5. أدولف دينس
6. أندرياس فيزاليوس
7. جاك بريل
8. جيراردس مركاتور
9. بيتر بول روبنس
10. هندريك كونسيانس

## وصلات خارجية
- الموقع الرسمي للبرنامج